# ألبرتو رودريغيز (1974)
ألبرتو رودريغيز (بالإسبانية: Alberto Rodríguez)‏ (مواليد 1 أبريل 1974) هو لاعب كرة قدم. يلعب مع منتخب المكسيك لكرة القدم. سبق له أن لعب في كأس العالم لكرة القدم مع منتخب بلاده.

## مسيرته الكروية
لعب ألبرتو رودريغيز خلال مسيرته الاحترافية مع 5 أندية في عشرون موسمًا وسجل خلالها 15 هدفًا ضمن 482 مباراة. ولم يفز بأي موسم بالكأس وفاز في ثلاثة مواسم بالدوري.
خاض ألبرتو رودريغيز مسيرته مع نادي أونيفرسيداد ناسيونال في موسم 1992–93 ولمدة موسمين، مشاركًا في 31 مباراة ولم يسجل أي هدف. ثم انتقل إلى نادي باتشوكا في موسم 1994–95 في المرة الأولى واستمر معه طيلة ثلاثة مواسم ثم في موسم 1998–99 ليلعب معه سبعة مواسم، حيث شارك طوالها في 315 مباراة سجل خلالها 10 أهداف. لينتقل بعدها إلى نادي مونتيري في موسم 1997–98 لمدة موسم واحد، مشاركًا في 9 مباريات ولم يسجل أي هدف. ثم انتقل إلى نادي كروز آزول في موسم 2005–06 واستمر معه طيلة ثلاثة مواسم، مشاركًا في 59 مباراة سجل خلالها هدفًا واحدًا. هذا وانتقل لاحقًا إلى Cruz Azul Hidalgo ‏ في موسم 2008–09 ليلعب معه أربعة مواسم، مشاركًا في 68 مباراة سجل خلالها 4 أهداف.

## روابط خارجية
- ألبرتو رودريغيز على موقع قاعدة بيانات كرة القدم.إي يو (الإنجليزية)
- ألبرتو رودريغيز على موقع ناشيونال فوتبول تيمز (الإنجليزية)
- ألبرتو رودريغيز على موقع Soccerway.com (الإنجليزية)